# Hruškové Dvory
Hruškové Dvory (německy Birnbaumhof) je bývalá obec, nyní část krajského města Jihlava a zároveň katastrální území o rozloze 3,14 km2.. Nachází se 2 km na severovýchod od centra Jihlavy, se kterou již prakticky srůstá.
Zajíždí sem autobusová linka č. 4. Je zde jihlavská průmyslová zóna. V roce 2009 zde bylo evidováno 382 adres. V roce 2001 zde trvale žilo 116 obyvatel..

## Název
Název se vyvíjel od varianty Pyrmpaw (1359), Pirpawmhof (1387), Pirnbaumer Höff (1678), Birnbaumhoff (1718), Birnbaumhöffen (1720), Birnbaumhöfel (1751), Biernbaumhoef a Hruskowe Dwory (1846) až k podobám Birnbaumhof a Hruškové Dvory v roce 1872. Místní jméno je odvozeno od německého slova Birnbaum (hrušeň).

## Historie
První písemná zmínka o obci pochází z roku 1359.
V letech 1850-1870 spadaly Hruškové Dvory pod obec Měšín. K Jihlavě byly původně připojeny 1. ledna 1951, k 17. květnu 1954 se opět osamostatnily a natrvalo zase připojeny od 1. srpna 1976. Zástavba vsi, jakož i téměř celý její katastr leží na Moravě, ale několik parcel na severním okraji katastru do roku 1982 náleželo ke k.ú. Heroltice u Jihlavy a tak katastr zasahuje i do Čech.

## Obyvatelstvo
Podle sčítání 1930 zde žilo v 27 domech 178 obyvatel. 89 obyvatel se hlásilo k československé národnosti a 88 k německé. Žilo zde 161 římských katolíků a 6 židů.
| Rok            | 1869 | 1880 | 1890 | 1900 | 1910 | 1921 | 1930 | 1950 | 1961 | 1970 | 1980 | 1991 | 2001 | 2011 |
| -------------- | ---- | ---- | ---- | ---- | ---- | ---- | ---- | ---- | ---- | ---- | ---- | ---- | ---- | ---- |
| Počet obyvatel | 114  | 128  | 158  | 136  | 113  | 123  | 178  | 161  | 171  | 153  | 123  | 142  | 116  | 470  |